# Västernabben
Västernabben är ett naturreservat i Umeå kommun i Västerbottens län.
Området är naturskyddat sedan 2007 och är 31 hektar stort. Reservatet ligger på nordvästra delen av Obbolaön vid Umeälvens utlopp. Reservatet består främst av barrskog.